# Kim Ji-sung
Dans ce nom coréen, le nom de famille, Kim, précède le nom personnel.
Kim Ji-sung (김지성) (7 novembre 1924, Corée – 12 novembre 1982, Séoul, Corée du Sud) est un footballeur international sud-coréen, qui évoluait au poste de milieu de terrain.

## Biographie

### Carrière en sélection
Avec l'équipe de Corée du Sud, il figure notamment dans le groupe des sélectionnés lors de la coupe du monde de 1954. Lors du mondial, il dispute un match contre la Turquie.
Il participe également à la coupe d'Asie des nations de 1956.

## Palmarès
Corée du Sud
- Coupe d'Asie des nations (1) :
  - Vainqueur : 1956